# Jerzy Chromik
Jerzy Chromik (Polonia, 15 de junio de 1931-20 de octubre de 1987) fue un atleta polaco especializado en la prueba de 3000 m obstáculos, en la que consiguió ser campeón europeo en 1958.

## Carrera deportiva
En el Campeonato Europeo de Atletismo de 1958 ganó la medalla de oro en los 3000 m obstáculos, llegando a meta en un tiempo de 8:38.2 segundos que fue récord de los campeonatos, por delante del soviético Semyon Rzhishchin y del alemán Hans Huneke (bronce con 8:43.6 segundos).